# Deftones
I Deftones sono un gruppo musicale alternative metal statunitense, formatosi a Sacramento nel 1988. Sono considerati gli iniziatori del genere nu metal, insieme ai Korn, e sono inoltre ritenuti uno dei gruppi più innovativi ed influenti del genere.
Il gruppo cominciò la carriera esibendosi senza ancora pubblicare alcun lavoro ufficiale in studio. Le canzoni che suonavano in quel periodo presentavano uno stile per lo più vicino all'heavy metal. Dopo la firma per la Maverick Records, i Deftones cominciarono a registrare in studio creando un proprio stile musicale, senza però riscuotere inizialmente molto successo. Con la pubblicazione degli album Around the Fur e White Pony, ritenuti tra i migliori dischi della scena alternative metal, i Deftones iniziarono a riscuotere ottimi consensi sia dalla critica che dal pubblico, grazie anche agli elementi post-punk e new wave che incorporarono nel proprio stile e all'uso maggiore della melodia.
Il 5 novembre 2008 il bassista Chi Cheng rimase coinvolto in un incidente stradale che lo ridusse in stato di coma semi-cosciente per oltre quattro anni, fino alla morte, sopraggiunta il 13 aprile 2013. Sergio Vega lo ha sostituito, divenendo membro del gruppo, inizialmente per un periodo di tempo indeterminato, in seguito stabile a causa della scomparsa dell'ex-bassista. Vega ha successivamente abbandonato la formazione nel 2022.

## Storia del gruppo

### Gli inizi (1988-1994)

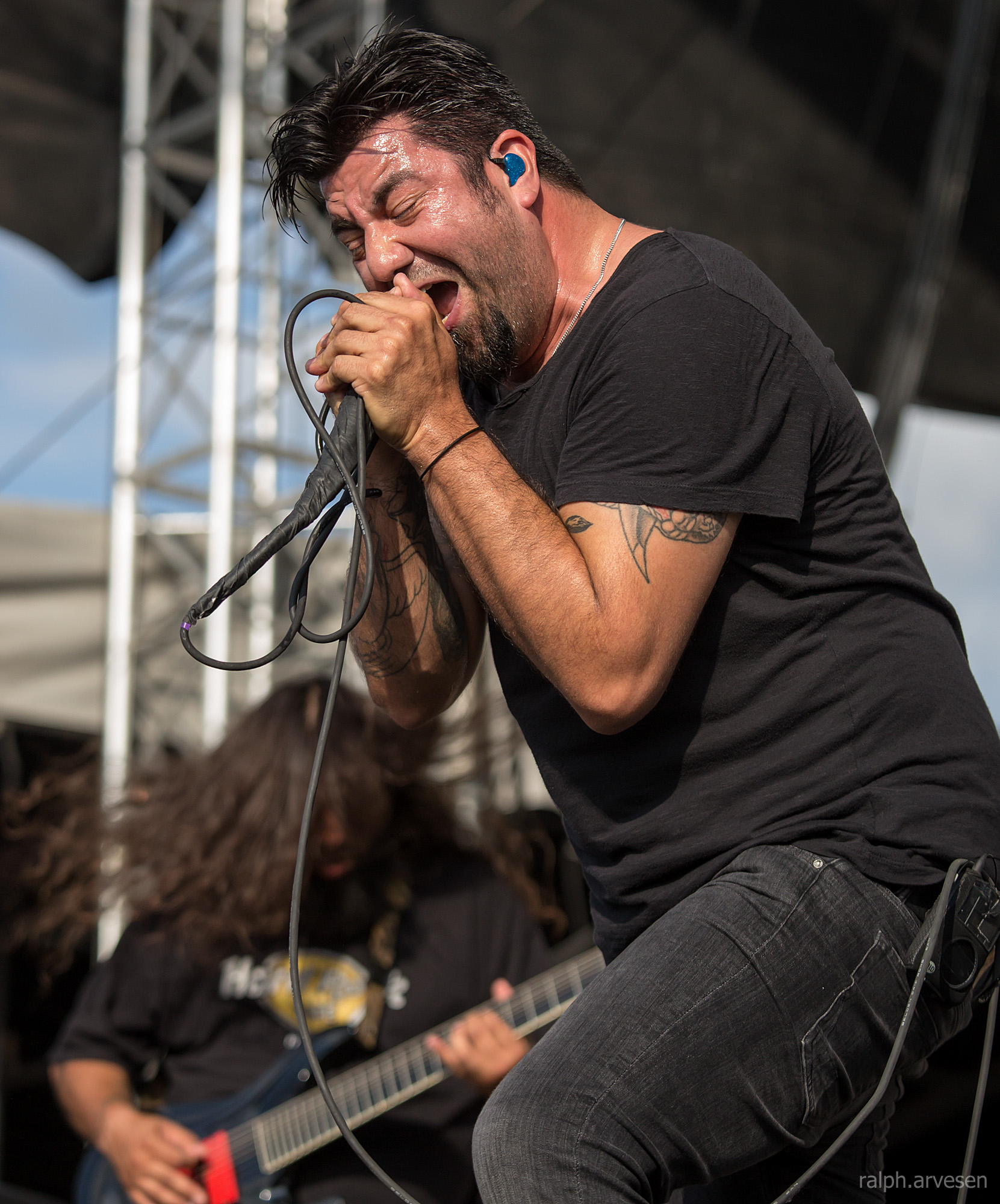
Chino Moreno, frontman del gruppo

I fondatori del gruppo furono il cantante Chino Moreno, il batterista Abe Cunningham e il chitarrista Stephen Carpenter, mentre gli altri si aggregarono successivamente. Musicalmente Carpenter fu influenzato dall'heavy metal e dall'hard rock in generale (Metallica, Black Sabbath, Meshuggah e Pantera), senza disdegnare tuttavia altri generi, ascoltando anche artisti hip hop come Public Enemy e LL Cool J. Moreno, invece, passò la sua giovinezza ascoltando gruppi degli anni ottanta come The Cure, The Smiths, Depeche Mode e Duran Duran. Cheng aveva una passione per generi quali blues, jazz, rock gotico e reggae (era infatti un estimatore di Bob Marley). Fu proprio da questa miscela di influenze che nacque l'iniziale suono dei Deftones, che fu un'innovazione per quel periodo: chitarra graffiante e voce che dal melodico intimo e sospirato sfociava in urla psicotiche.
All'età di 15 anni, mentre andava in skateboard, Carpenter fu investito da un'automobile. L'incidente lo costrinse a qualche mese sulla sedia a rotelle e, durante quel periodo, un suo amico gli regalò una chitarra, con la quale Carpenter imparò le basi suonando pezzi di Anthrax, Metallica e Stormtroopers of Death. Carpenter, Moreno e Cunningham erano compagni di scuola e amici d'infanzia ed erano riusciti a mantenere tali i buoni rapporti tra loro, grazie alla comune passione per lo skateboard, che finì per influenzare anche il loro stile. In una giornata imprecisata del 1988, mentre i futuri membri dei Deftones frequentavano ancora il liceo, Cunningham e Moreno scoprirono che Carpenter stava imparando a suonare la chitarra e decisero di unirsi a lui per una sessione ritmica. L'autista che aveva investito Carpenter fu costretto a rimborsarlo a causa dei danni fisici riportati e questo permise al gruppo di acquistare l'equipaggiamento necessario per cominciare ad esibirsi. Poco tempo dopo si unì a loro come bassista Dominic Garcia, un amico d'infanzia di Moreno.
Il nome Deftones fu coniato da Stephen Carpenter, e deriva dalla fusione tra la parola "def", termine appartenente al linguaggio gergale dell'hip hop, traducibile in lingua italiana con aggettivi quali "bello", "eccellente" o "fantastico", che Carpenter sentiva spesso nelle canzoni di alcuni gruppi hip hop, con il suffisso "tones", presente nei nomi di molti gruppi doo-wop e rock and roll degli anni cinquanta, come Dick Dale & the Deltones o i Cleftones. Anche il batterista Abe Cunningham apprezzò l'introduzione del termine "def" nel nome del gruppo, perché lo vedeva come un omaggio all'etichetta discografica Def Jam Recordings. Carpenter ha dichiarato anche che il nome del gruppo allude alla tendenza che ha il gruppo nel fondere tra loro diversi generi musicali.
Nel 1990 Cunningham abbandonò il gruppo per entrare nei Phallucy e Garcia ne prese il posto; per il ruolo di bassista fu ingaggiato Chi Cheng. Dopo che anche Garcia lasciò i Deftones per i Phallucy, i componenti rimasti reclutarono John Taylor, con il quale incisero tre demo, il cui ultimo presentò Engine No. 9 e 7 Words, in seguito inclusi nell'album di debutto Adrenaline. Nel 1993 Cunningham ritornò alla batteria e l'anno successivo riuscirono a firmare un contratto con la Maverick Records, di proprietà della cantante Madonna, la quale rimase stupita dall'ascolto di un loro demo contenente quattro brani. A partire da quel momento cominciarono ad incidere i loro album tutti prodotti, fino al 2006, da Terry Date, noto per aver lavorato con Pantera e Soundgarden.

### AdrenalineeAround the Fur(1995-1999)

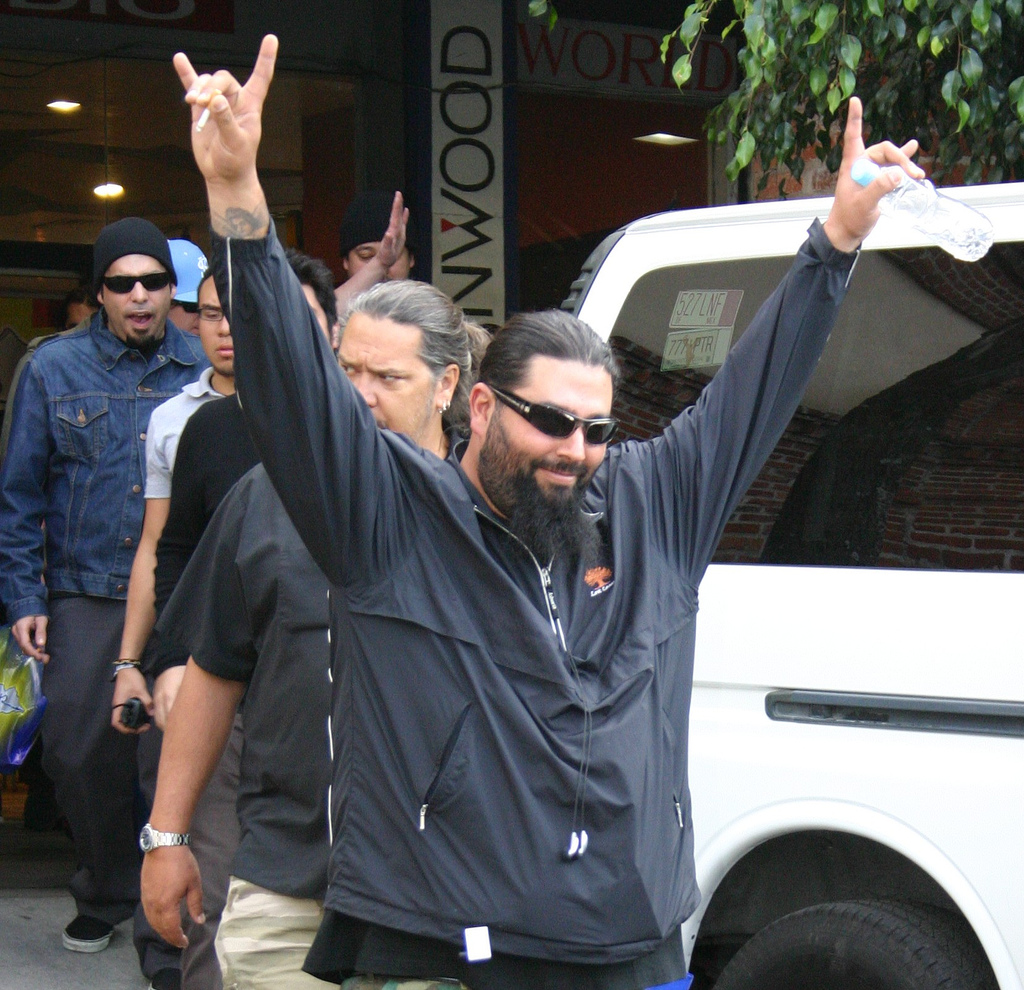
Stephen Carpenter, chitarrista del gruppo

Nel 1995 pubblicarono l'album di debutto Adrenaline, registrato al Bad Animal Studio di Seattle e pubblicizzato anche tramite i singoli promozionali Bored e 7 Words. Lo stile musicale dell'album mescola una sezione ritmica ispirata ai Faith No More e affine a quella dei Korn, con una versatile tecnica vocale di Moreno. Sono presenti anche le influenze dei Metallica, dei Fugazi, dei Nirvana e degli Helmet. Adrenaline è considerato uno dei primi lavori nu metal. Durante quel periodo i Deftones aprirono concerti per gruppi e artisti musicali del calibro di Ozzy Osbourne, Korn e L7.
All'inizio l'album, nonostante avesse ricevuto molte recensioni positive, non riuscì a riscuotere molto successo commerciale anche a causa della non pubblicizzazione dei singoli, perché le radio e MTV si rifiutarono di trasmettere il brano 7 Words e il suo video musicale, a causa del ritornello esplicito.
Nel 1996 i Deftones apparvero in una scena del film Il corvo 2, mentre suonavano l'inedita Teething, successivamente inserita nella colonna sonora del film. Nello stesso anno, un'altra canzone inedita del gruppo intitolata Can't Even Breathe apparve nella colonna sonora del film Fuga da Los Angeles. Sempre nel 1996, Chino Moreno collaborò con i Korn alla realizzazione della cover di Wicked di Ice Cube, inserita nel loro album Life Is Peachy. La seconda traccia dell'album, Chi, prendeva il suo titolo da Chi Cheng ed era dedicata proprio a lui, come confermato in un'intervista dallo stesso cantante e coautore del brano, Jonathan Davis. Questi eventi, insieme anche agli estenuanti tour tenuti dai Deftones, contribuirono ad aumentarne la popolarità e in questo modo le vendite di Adrenaline cominciarono ad aumentare progressivamente. Il gruppo riuscì infatti ad ottenere il disco d'oro per Adrenaline il 7 luglio 1999, dopo che quest'ultimo vendette oltre 500 000 copie. Nel 2008 l'album è stato premiato dalla RIAA per aver raggiunto la soglia del milione di copie vendute.
Nel 1997 i Deftones pubblicarono il secondo album in studio Around the Fur, più melodico del precedente e ritenuto insieme al successivo White Pony il loro disco più riuscito. Posizionandosi al 29º posto nella classifica statunitense degli album, il suono del disco è stato descritto da alcuni come un'evoluzione in forma più aggressiva del grunge e in particolare dello stile dei The Smashing Pumpkins, dei Nirvana e dei Soundgarden, ed è stato definito da più critici come uno degli album più importanti ed influenti della scena alternative e nu metal. Sono state evidenziate sonorità più evolute e ricercate e un certo distacco dallo stile dei Korn, rispetto a quanto sentito nell'album di debutto. È presente anche l'influenza musicale dei Pantera e l'hardcore punk è un'altra fonte di ispirazione per molti riff di chitarra.
Around the Fur è stato inserito al 17º posto nella lista dei 50 album più influenti di tutti i tempi stilata nel 2003 dalla rivista Kerrang!. Tra i suoi brani, quelli che ricevettero maggiore considerazione furono: Headup, composto ed eseguito insieme a Max Cavalera (ex-Sepultura), dedicato al suo figliastro nonché amico personale dei Deftones, Dana Wells, deceduto in seguito ad un incidente stradale nel 1996 (a Wells fu dedicato l'intero album); i singoli My Own Summer (Shove It) e Be Quiet and Drive (Far Away), i quali riscossero molto successo anche grazie al supporto delle radio e delle TV musicali. Molto apprezzate dai critici furono anche le canzoni Dai the Flu, Lhabia e soprattutto Mascara, nella quale si possono già notare le prime influenze new wave e darkwave, che il gruppo evidenzierà maggiormente nelle successive pubblicazioni. Pochi mesi dopo l'uscita dell'album, Max Cavalera fondò un gruppo chiamato Soulfly, ispirandosi, per ideare il loro nome, ad uno spezzone tratto proprio dal ritornello di Headup che recita "Soul fly, fly high, Soul fly, fly free".
Poco tempo dopo Chino Moreno fondò il progetto parallelo Team Sleep.
Nel 1999 i Deftones parteciparono alla quarta edizione dell'Ozzfest, festival ideato e diretto da Ozzy Osbourne e volto principalmente alla promozione di gruppi metal. Il 22 giugno dello stesso anno pubblicarono l'EP Live, contenente le registrazioni dei brani suonati dal vivo il 13 ottobre del 1997 precedentemente pubblicate come b-side di My Own Summer (Shove It). Due giorni dopo, Around the Fur venne certificato disco d'oro dalla RIAA per le 500 000 copie vendute tra il 1997 e il 1999. Il disco di platino sarebbe arrivato invece il 7 giugno 2011, data nel quale l'album ha raggiunto la soglia del milione di copie vendute.
Il singolo My Own Summer (Shove It) apparve anche nella colonna sonora del film Matrix, pubblicata il 30 marzo 1999.

### Il successo conWhite Pony(2000-2002)

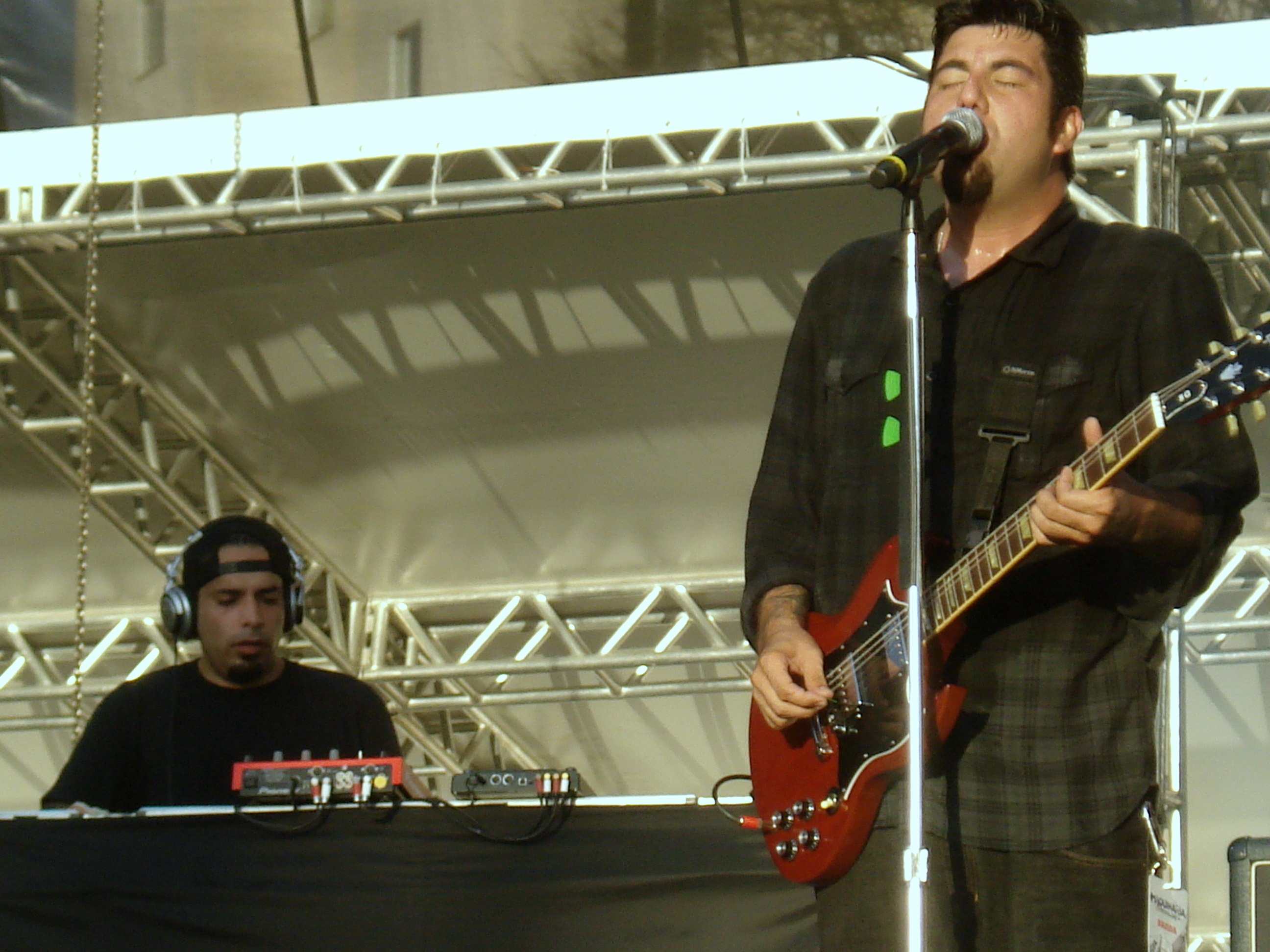
Frank Delgado (a sinistra) e Chino Moreno (a destra) durante un concerto nel 2009

Il terzo album, White Pony, uscì nel 2000 ed evidenziò una forte maturazione del loro stile, con un uso più moderato delle chitarre e una tendenza ad esplorare altri generi, tra cui il trip hop in Teenager, oltre alla presenza nei suoi brani di notevoli influenze new wave, post-punk e psichedeliche, che si ritengono ispirate alla musica di gruppi quali Depeche Mode, The Cure, The Smiths e Duran Duran. La canzone Passenger fu eseguita insieme a Maynard James Keenan dei Tool, il quale contribuì anche alla composizione del brano, mentre Knife Party vantò la collaborazione di Rodleen Getsic. RX Queen fu invece composta a quattro mani da Scott Weiland, ex frontman degli Stone Temple Pilots, e da Chino Moreno.
White Pony fu anche il primo registrato con Frank Delgado, dopo la sua entrata nel gruppo al DJ set. In realtà il nuovo membro era già stato collaboratore esterno dei Deftones, avendo infatti preso parte ad alcuni loro concerti e alla realizzazione di alcuni brani dei primi due album, nei quali arricchì le sonorità dei brani utilizzando giradischi e campionatori. Inoltre, a partire da questa pubblicazione, Moreno iniziò anche a suonare la chitarra elettrica. La critica apprezzò molto la volontà del gruppo di sperimentare nuovi generi musicali per espandere ulteriormente le proprie sonorità.
L'album fu poi distribuito in diverse edizioni: quella originaria, caratterizzata da una copertina grigia e da 11 tracce (comincia con Feiticeira e finisce con Pink Maggit), due edizioni speciali (una con la copertina rossa e l'altra nera), contenente la bonus track The Boy's Republic e una riedizione, caratterizzata da una copertina bianca e contenente le medesime 11 tracce dell'edizione originaria con l'aggiunta del brano Back to School (Mini Maggit), posta come traccia d'apertura. Quest'ultima pubblicazione fu causa di alcune controversie tra il gruppo e l'etichetta discografica: Moreno avrebbero voluto mantenere inalterata la lista tracce del disco, tuttavia la Maverick non tenne conto della sua volontà e lo costrinse a riscrivere Pink Maggit in una nuova versione intitolata Back to School (Mini Maggit), estratto come unico singolo dalla riedizione. Rispetto a Pink Maggit, Back to School (Mini Maggit) ha una durata ridotta, il ritornello identico, la sostituzione delle strofe melodiche con versi in rapping e la sezione ritmica più aggressiva e veloce.
Nonostante ciò, Back to School (Mini Maggit), al pari dell'altro singolo Change (In the House of Flies) e del brano Digital Bath, contribuì al successo di White Pony, che vendette 177 000 copie nella prima settimana, entrando così alla terza posizione della classifica statunitense degli album. Nel 2001 il brano Elite, presente in White Pony, ricevette un Grammy Award alla miglior interpretazione metal. Il 17 luglio 2002 l'album venne certificato disco di platino dalla RIAA, dopo che ne erano state acquistate un milione di copie. White Pony è inoltre considerato da fan e critica, insieme ad Around the Fur, il capolavoro dei Deftones.
Il periodo immediatamente successivo alla pubblicazione dell'album venne impiegato in progetti paralleli e concerti, tuttavia alcuni di questi furono cancellati a causa di problemi alle corde vocali di Chino Moreno. Sempre nel 2000 i Deftones parteciparono all'Independent Days Festival di Bologna e nello stesso giorno si esibirono Blink-182, Limp Bizkit, Muse, Punkreas e Verdena. Pochi mesi dopo la pubblicazione di White Pony, Chi Cheng pubblicò una raccolta di poesie, The Bamboo Parachute. Nello stesso anno Stephen Carpenter fondò il gruppo rap metal Kush, la cui formazione è composta da B-Real dei Cypress Hill alla voce, due membri dei Fear Factory, Raymond Herrera e Christian Olde Wolbers, rispettivamente alla chitarra e alla batteria e lo stesso Carpenter alla chitarra. Nel 2001, Abe Cunningham pubblicò con il suo gruppo parallelo, i Phallucy, l'album Valium. Anche Chino Moreno avrebbe dovuto pubblicare un disco fuori dalla sua esperienza nei Deftones, con il suo progetto parallelo Team Sleep, ma la sua pubblicazione fu annullata perché si scoprì che tutte le tracce del disco erano già state diffuse e rese scaricabili illegalmente su internet.
Nel 2001, i Deftones parteciparono alla terza edizione del festival musicale Rock in Rio insieme a Beck, Guns N' Roses, Iron Maiden, Queens of the Stone Age, Papa Roach, Sepultura e molti altri. Nel 2002, il singolo Change (In the House of Flies) fu inserito nella colonna sonora del film La regina dei dannati. Il 27 agosto dello stesso anno i Deftones pubblicarono il DVD Live in Hawaii, registrato nell'isola di Hawaii.

### Deftones(2003-2005)
Il 20 maggio 2003 uscì l'omonimo Deftones, che nella prima settimana vendette 167 000 copie. In un primo momento il titolo dell'album avrebbe dovuto essere Lovers, che poi divenne invece il titolo di un brano pubblicato come b-side dell'edizione CD del singolo Hexagram. Il primo singolo estratto dall'album fu Minerva, che ebbe un buon successo sia in radio che nelle TV musicali, grazie anche al relativo video che vede il gruppo eseguire il brano in un deserto; il singolo successivo fu Hexagram, il quale ottenne un discreto successo radiofonico. Anche per esso fu girato un videoclip, che mostra i Deftones e i loro fan durante un concerto.
Il disco, che si mantenne come il precedente su un alto livello di vendite, raggiunse la seconda posizione su Billboard 200 e fu ben accolto dalla critica, ricevendo soprattutto recensioni positive, ma non allo stesso livello dei precedenti. Esso si distingueva dagli altri riguardo al lato strumentale: i riff di chitarra di Stephen Carpenter erano caratterizzati da un suono più pesante e Frank Delgado si avvalse maggiormente di tastiere e campionatori. Il 7 luglio 2003 l'album fu certificato disco d'oro dalla RIAA.
Nello stesso anno il gruppo partì per il Summer Sanitarium Tour 2003 insieme a Metallica, Limp Bizkit, Linkin Park e Mudvayne e partecipò all'MTV Icon realizzato in onore dei Cure, suonando una cover del loro celebre brano If Only Tonight We Could Sleep, che fu molto apprezzata dal cantante Robert Smith, il quale si congratulò con loro.
Il brano Lucky You fu inserito anche nella colonna sonora del film Matrix Reloaded.
Nel 2004, la rivista Guitar World pubblicò una classifica intitolata 100 greatest metal guitarists of all time cioè "I 100 migliori chitarristi metal di tutti i tempi" nella quale Stephen Carpenter fu inserito alla posizione numero 60.
Il 24 ottobre 2005 fu pubblicata la raccolta B-Sides & Rarities, composta da inediti, rarità, collaborazioni e cover, oltre a un DVD con la videografia del gruppo. Nello stesso anno uscì anche l'album omonimo dei Team Sleep, progetto parallelo di Moreno.

### Saturday Night Wrist(2006)

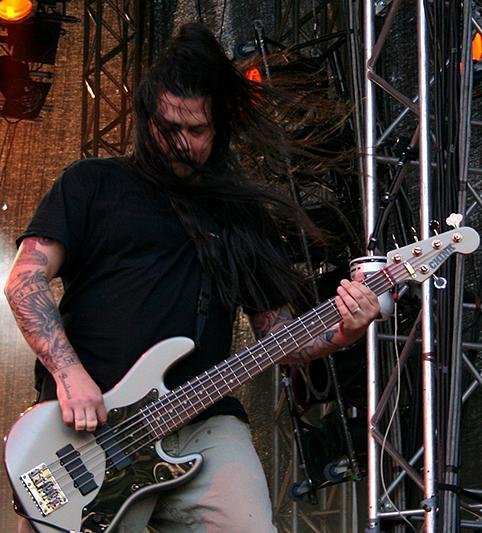
Chi Cheng in concerto nel 2006

Il 3 ottobre 2006 fu la volta del quinto album in studio Saturday Night Wrist, prodotto per la prima volta nella carriera del gruppo non da Terry Date, ma da Bob Ezrin (Pink Floyd, KISS, Thirty Seconds to Mars) e da Shaun Lopez (già cantante dei Far). Anticipato dal singolo Hole in the Earth, l'album ha visto la partecipazione di Serj Tankian dei System of a Down in Mein e Annie Hardy dei Giant Drag in Pink Cellphone e contiene inoltre la prima ed unica traccia strumentale mai registrata dal gruppo, intitolata U, U, D, D, L, R, L, R, A, B, Select, Start.
Durante la prima settimana di uscita, il disco vendette 76 000 copie e riuscì a piazzarsi alla posizione numero 10 della classifica Billboard 200.
Nello stesso anno i Deftones parteciparono alla quarta edizione del Family Values Tour, festival lanciato dai Korn nel 1998 e volto alla promozione di gruppi metal emergenti, insieme a 10 Years, Deadsy, Dir En Grey, Flyleaf, Stone Sour, ai Korn stessi e a tanti altri. Dell'evento fu anche pubblicato il CD/DVD Family Values Tour 2006.

### La registrazione diErose l'incidente di Cheng (2007-2009)

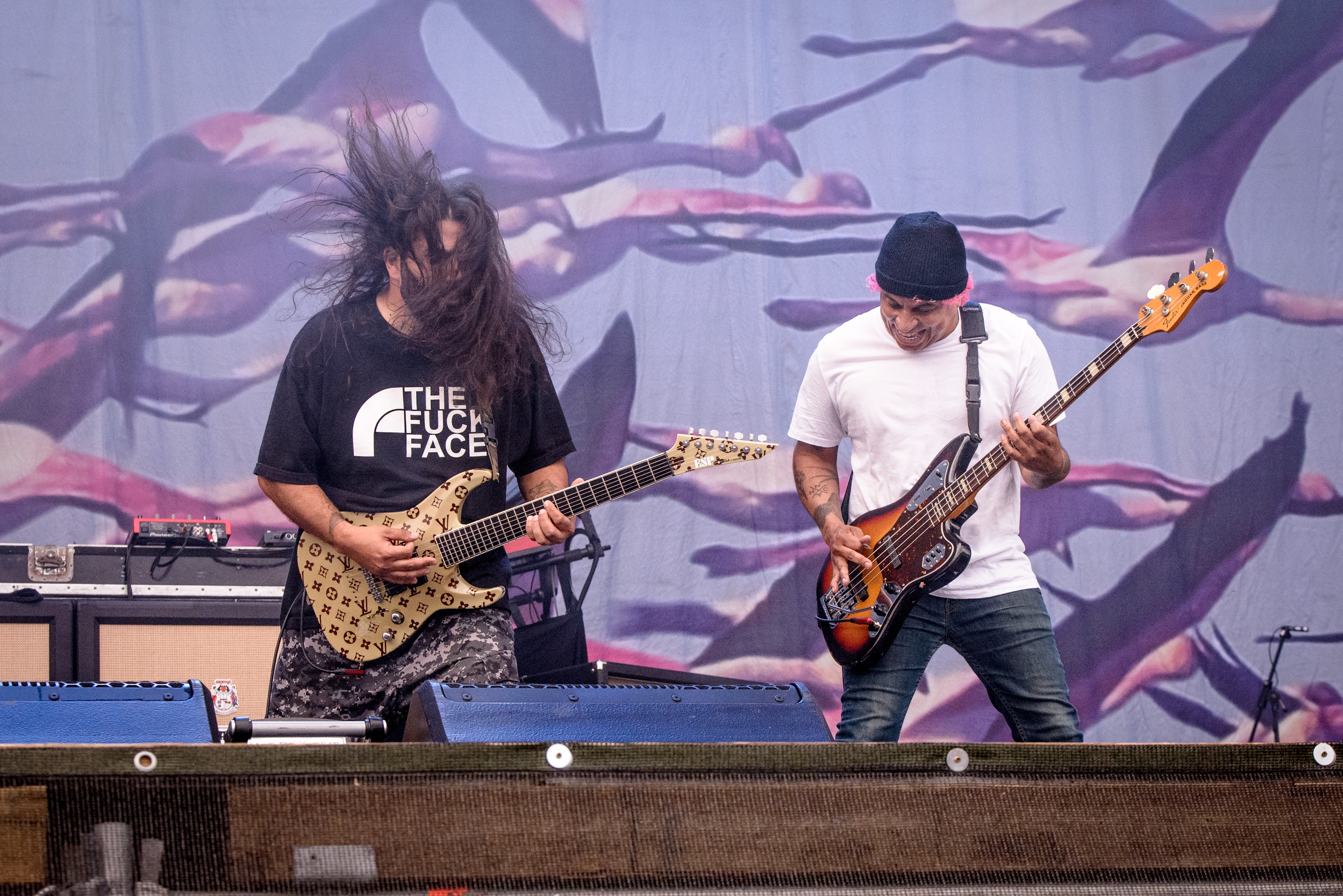
Carpenter e Vega nel 2016

Nel 2007 i Deftones annunciarono di essere al lavoro su un nuovo album: il disco avrebbe dovuto intitolarsi Eros e uscire prima della fine del 2008, ma la pubblicazione venne posticipata a data da definire a causa dell'incidente stradale che coinvolse il bassista del gruppo, Chi Cheng, investito da un automobilista in stato di ubriachezza e rimasto in coma dal 4 novembre 2008. Nei mesi immediatamente successivi all'incidente le sue condizioni furono definite "serie ma stabili" e i progetti del gruppo, volti all'uscita e alla promozione di Eros, videro la temporanea sostituzione di Cheng con Sergio Vega, ex-membro dei Quicksand, che già nel 1999 lo aveva sostituito per un breve periodo durante un tour con i Deftones, e che collaborò alle registrazioni delle ultime tracce di Eros. Vega avrebbe partecipato anche ai concerti del gruppo fino a quando Cheng non sarebbe uscito dal coma.
Il 23 giugno 2009 i Deftones hanno annunciato l'abbandono definitivo di Eros attraverso il proprio sito ufficiale, aggiungendo che sarebbero ritornati in studio con un nuovo approccio per registrare nuovi brani al fine di produrre un nuovo lavoro.
A partire dal 26 ottobre 2009 iniziarono a circolare voci insistenti secondo le quali il nuovo album dei Deftones sarebbe potuto uscire nel febbraio 2010; intorno allo stesso periodo il gruppo presentò dal vivo un brano inedito intitolato Rocket Skates, che sarebbe stato incluso nella lista tracce definitiva del disco.
Il 19 e il 20 novembre i Deftones si esibirono per due sere consecutive in concerti di beneficenza per raccogliere fondi da destinare al supporto delle cure mediche di Chi Cheng. Alle serate parteciparono con i Deftones diversi musicisti amici del gruppo, come Tommy Lee (Mötley Crüe), Greg Puciato (The Dillinger Escape Plan), Mike Shinoda (Linkin Park), Xzibit, Cypress Hill, Robert Trujillo (Metallica), Dave Lombardo (Slayer), Shavo Odadjian e Daron Malakian (System of a Down), Mike Muir (Suicidal Tendencies), Mark McGrath (Sugar Ray), Ben Kenney (Incubus). In seguito una fan del gruppo, Gina Blackmore, fondò un sito apposito tramite il quale è stato possibile donare fondi che verranno utilizzati per il pagamento delle spese mediche di Chi Cheng. A Reginald "Fieldy" Arvizu, bassista dei Korn, venne inoltre l'idea di registrare un brano strumentale dedicato a Cheng, che poi fu eseguito e composto insieme a musicisti di altri gruppi, tra cui Sevendust e Slipknot. Il brano, intitolato appunto A Song for Chi, è scaricabile gratuitamente dall'apposito sito ufficiale. Lo scopo di Fieldy fu quello di invogliare la gente a donare fondi per le cure di Cheng tramite l'ascolto della sua canzone.

### Diamond Eyes(2009-2011)
Il 17 dicembre 2009 Chino Moreno ha annunciato che il sesto album in studio sarebbe stato pubblicato il 27 aprile 2010 e di essere estremamente orgoglioso di questo nuovo lavoro, arrivando a definirlo «uno dei migliori album mai realizzati dai Deftones». Moreno, intervistato da alcuni giornalisti, descrisse il nuovo album come un incrocio tra Around the Fur e White Pony. In un'altra intervista dichiarò anche che il titolo dell'album sarebbe stato Diamond Eyes.

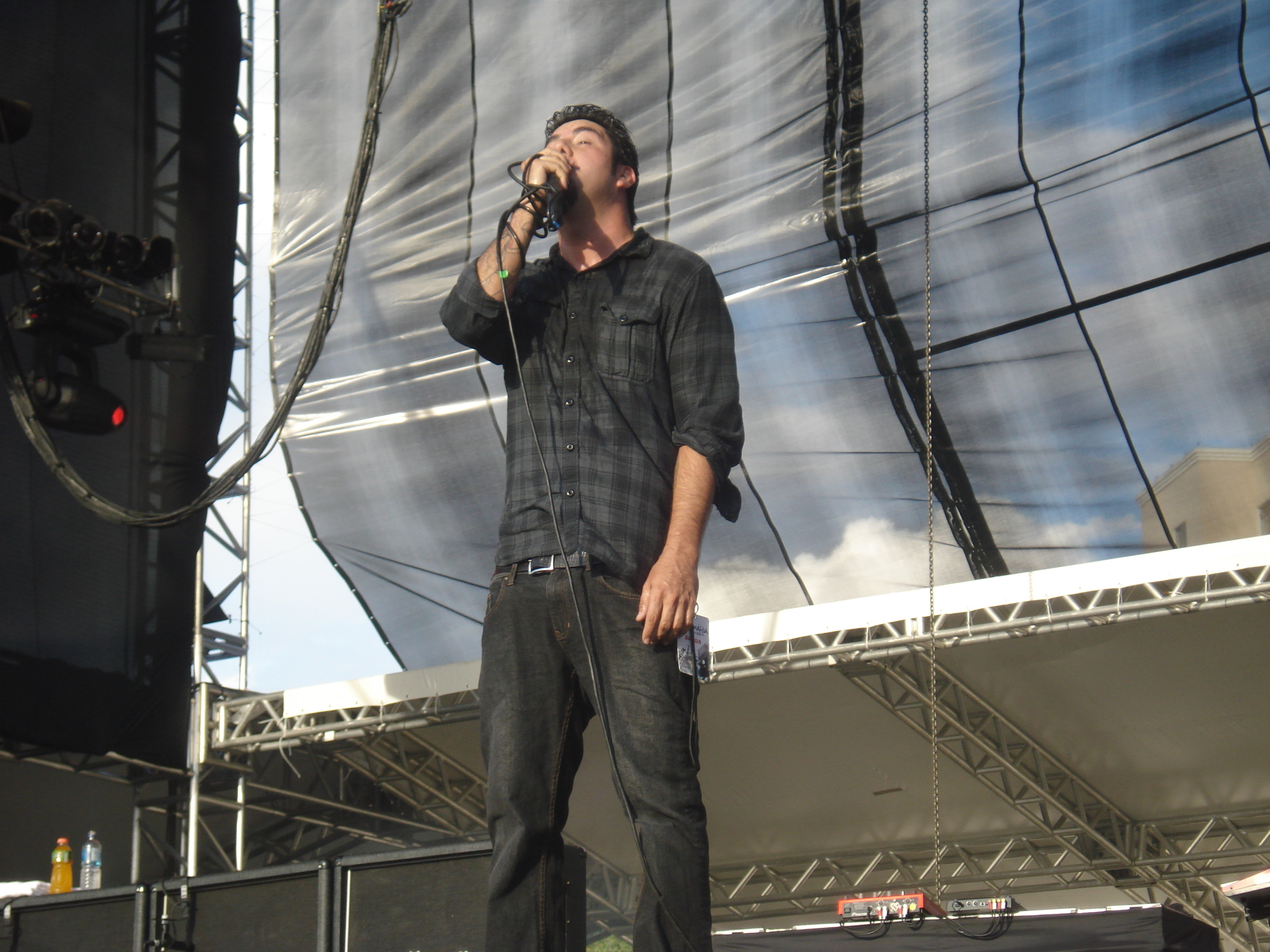
Chino Moreno durante un concerto nel 2009

Dal 23 febbraio al 9 marzo 2010 i Deftones hanno reso disponibile per il download gratuito il primo singolo Rocket Skates e dal 9 marzo stesso il singolo e il video musicale per esso realizzati furono resi disponibili per l'acquisto attraverso iTunes Store. Acquistando il singolo su iTunes Store inoltre è possibile scaricare un remix di Rocket Skates realizzato dal gruppo musicale francese di musica elettronica M83. Il 23 marzo ha visto invece la pubblicazione del secondo singolo, l'omonimo Diamond Eyes, e la rivelazione sul sito ufficiale del gruppo della copertina del nuovo album.
Il 4 maggio 2010 è stato pubblicato il sesto album in studio Diamond Eyes, ben accolto sia dai fan che dai critici, che lo definirono come «un disco quasi allo stesso livello qualitativo dei loro vecchi capolavori, quali Around the Fur e White Pony». Il disco è stato il primo ad avvalersi della produzione di Nick Raskulinecz, già produttore di gruppi quali Alice in Chains, Foo Fighters, Shadows Fall, Stone Sour e Trivium. Come era accaduto per la registrazione degli ultimi brani composti per Eros, in tutti i brani di Diamond Eyes Vega ha suonato tutte le parti di basso. Nella prima settimana dalla pubblicazione, il disco ha venduto 62 000 copie negli Stati Uniti d'America e ha raggiunto la sesta posizione nella Billboard 200.

Il 26 maggio 2010, durante un'intervista, Moreno ha parlato delle condizioni del bassista Chi Cheng, dichiarando:
 Il cantante ha anche dichiarato che se Cheng si fosse ripreso, molto probabilmente avrebbero pubblicato il tanto annunciato Eros, a condizione che però il bassista sia ancora in grado di suonare e girare in tour. Il gruppo ha inoltre dichiarato che, per ogni biglietto venduto durante un loro concerto, un dollaro sarebbe stato donato in beneficenza per contribuire al pagamento delle cure di Chi Cheng.
Tra settembre e ottobre 2010 i Deftones hanno intrapreso negli Stati Uniti d'America e in Canada il tour BlackDiamondSkye, a fianco di Alice in Chains e Mastodon. Il 3 settembre 2010 è stato pubblicato il videoclip di Sextape, uscito come singolo il 4 ottobre. Il 19 settembre 2010 è stato realizzato un video anche per You've Seen the Butcher, estratto come quarto ed ultimo singolo il 28 ottobre.
Nel 2011 Chino Moreno, in collaborazione con Shaun Lopez dei Far, ha fondato il progetto di musica elettronica Crosses (più spesso indicato con il logo †††), con il quale ha pubblicato nello stesso anno EP 1. Il 16 aprile 2011, in occasione del Record Store Day, viene pubblicato nel solo formato vinile Covers, disco che raccoglie tutte le reinterpretazioni di brani di altri artisti registrate in studio dai Deftones nel corso degli anni e precedentemente pubblicate come lati B dei singoli.

### Koi no yokane la morte di Chi Cheng (2012-2014)

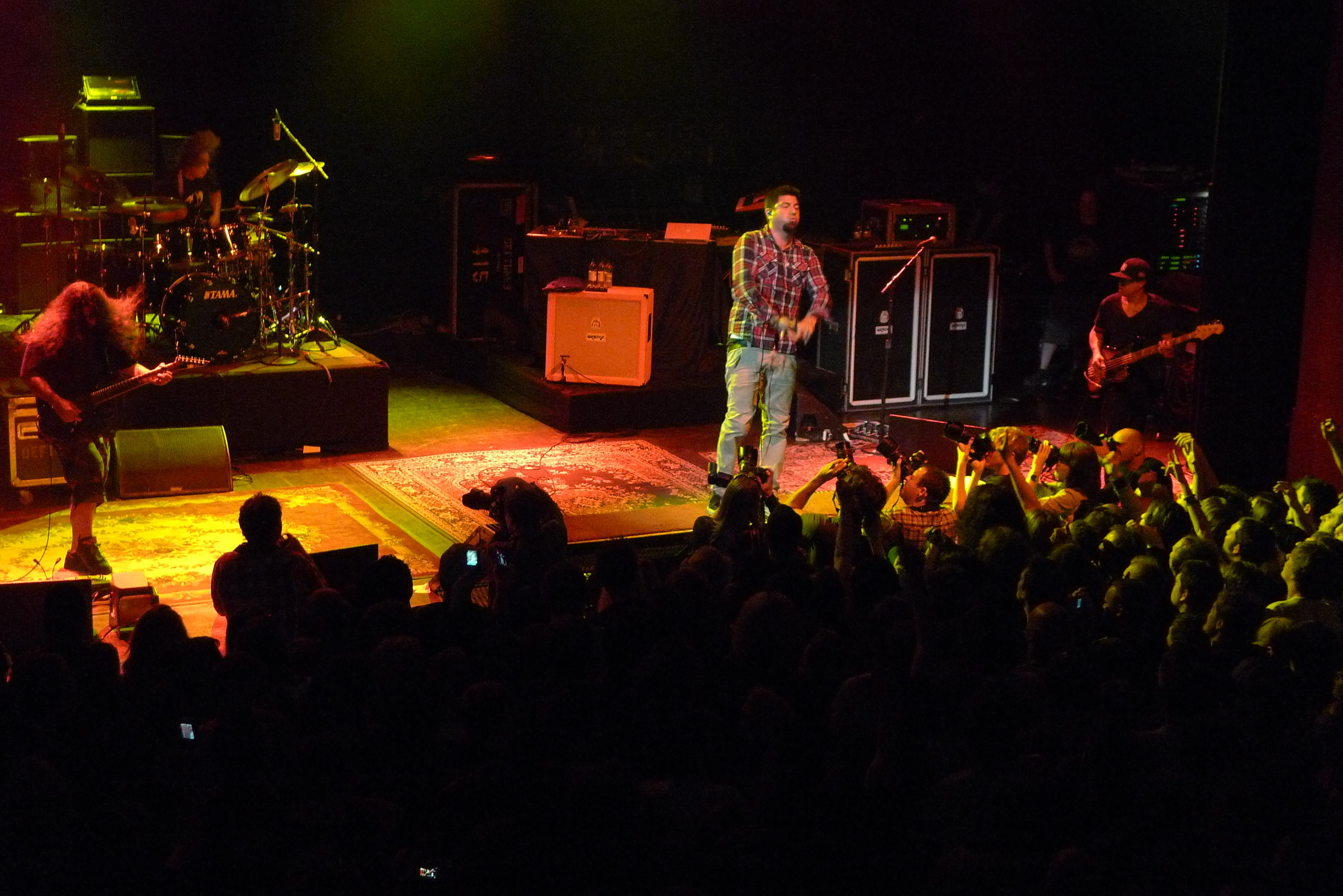
I Deftones in concerto nel 2011

Il 29 marzo 2012 è stata pubblicata un'intervista a Stephen Carpenter sul canale YouTube della ESP. Nell'intervista, Carpenter ha parlato del suo passaggio dalle chitarre a 7 corde con quelle ad 8 corde. Verso la fine dell'intervista, ha rivelato anche che i Deftones stavano lavorando al nuovo album:
 Il frontman Chino Moreno ha affermato che il nuovo album avrebbe presentato una certa somiglianza con White Pony, spiegando che «le canzoni sono molto differenti l'una dall'altra, non pesanti o lente, ma più dinamiche, andando verso direzioni varie. [L'album] è pesante ma meraviglioso». In aggiunta è stato rivelato il ritorno alla produzione di Nick Raskulinecz.
Il 23 aprile è stato annunciato che i Deftones avrebbero intrapreso un tour insieme ai System of a Down, iniziato il 2 agosto a Filadelfia e terminato il 15 agosto a Chicago. Il 29 luglio i Deftones hanno eseguito dal vivo i brani Rosemary e Roller Derby (quest'ultimo reintitolato Poltergeist).
Il 30 agosto 2012 il gruppo ha annunciato tramite Facebook il titolo del settimo album, Koi no yokan, la data di pubblicazione, fissata al 13 novembre, e le prime date del tour promozionale a cui avrebbero partecipato come gruppo di supporto gli Scars on Broadway. Il 19 settembre i Deftones hanno pubblicato tramite il loro sito ufficiale il primo singolo Leathers, reso disponibile per il download gratuito dal sito per un periodo limitato di tempo, per poi essere distribuito nei concerti nel formato audiocassetta insieme al brano Rosemary. Nello stesso giorno è stata rivelata anche la lista tracce. Il 4 ottobre è stata la volta del secondo singolo Tempest. Ulteriori singoli estratti dal disco sono stati Swerve City e Romantic Dreams, usciti nelle stazioni radiofoniche statunitensi durante il 2013.
Il 20 aprile 2013 è stato pubblicato l'EP Live: Volume I - Selections from Adrenaline, distribuito nel solo formato vinile in occasione dell'annuale Record Store Day e contenente quattro tracce eseguite nel 1996 a Buffalo. Il disco avrebbe dovuto rappresentare il primo di una serie di sette vinili esclusivi volti a soffermarsi sui momenti più salienti della carriera del gruppo.
Il 13 aprile 2013, il bassista Chi Cheng, dopo oltre quattro anni di coma, è morto in ospedale dopo essere stato trasportato d'urgenza alla sala di emergenza ospedaliera. L'11 maggio Chino Moreno ha rivelato che l'album Eros, abbandonato nel 2008 a causa dell'incidente stradale di Cheng, avrebbe potuto vedere la luce, senza tuttavia specificare alcuna data di pubblicazione. A un anno dalla sua morte, il 13 aprile 2014 Moreno ha pubblicato sul proprio canale YouTube un brano tratto da Eros, intitolato Smile, rimosso tuttavia due giorni più tardi dalla Warner Bros. Records a causa di problemi di copyright.

### Gore(2014-2016)

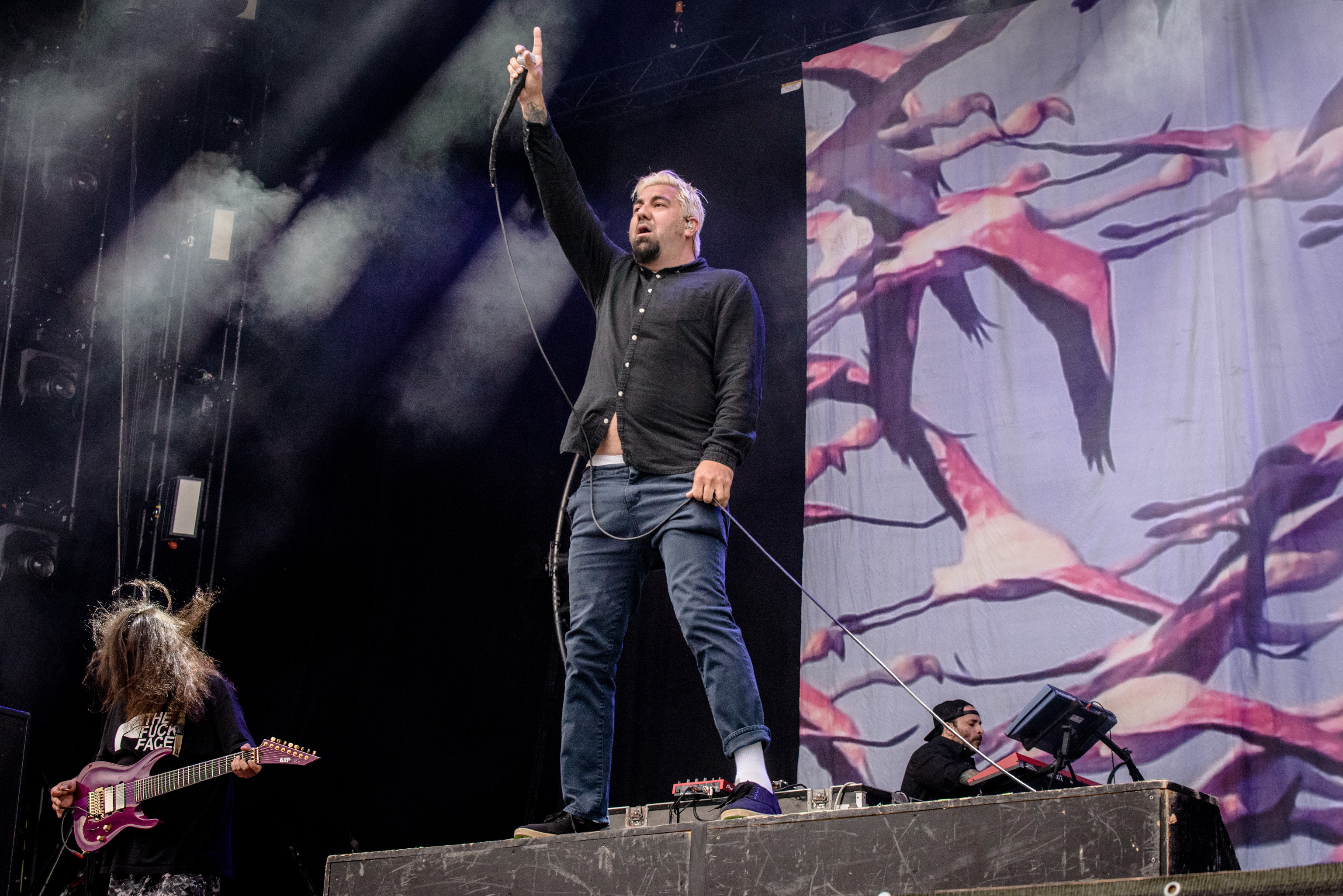
Carpenter, Moreno e Delgado nel 2016

Nel marzo 2014, mentre Moreno era impegnato a promuovere l'album omonimo dei Crosses, i restanti componenti dei Deftones hanno iniziato a comporre nuovo materiale per l'ottavo album in studio. Secondo quanto pianificato dal gruppo stesso, la registrazione dell'album sarebbe potuta avvenire tra la fine del 2014 e gli inizi del 2015.
Nel tardo febbraio 2015, poco dopo aver completato le parti di batteria, Moreno ha spiegato di aspettarsi completato l'album attorno alla fine di marzo, aggiungendo che i Deftones hanno scritto 16 brani per l'ottavo album e che probabilmente verrà pubblicato a settembre o ad ottobre; il cantante lo ha inoltre definito «un album un po' più inebriante» di Koi no yokan. Il 27 aprile dello stesso anno è stato annunciato che l'uscita dell'album è stata fissata provvisoriamente per il 25 settembre 2015, mentre il mese seguente, Moreno ha descritto il disco come «un po' più tecnico» rispetto a quelli precedenti e che non sarebbe stato «un disco allegro» ma nemmeno «un album completamente arrabbiato.» Il 21 agosto è stato rivelato che l'uscita dell'album è stata posticipata per la fine di novembre, mentre Moreno ha annunciato il completamento dei brani, spiegando che le fasi di missaggio e di mastering sono in fase di finitura.
Il 22 gennaio 2016 Stephen Carpenter, durante un convegno tenuto ad Anaheim, ha dichiarato che l'album sarebbe stato pubblicato l'8 aprile dello stesso anno; a distanza di una settimana dalla dichiarazione, il gruppo ha pubblicato un trailer relativo all'album, rivelandone il titolo: Gore. Il 4 febbraio il conduttore neozelandese Zane Lowe ha presentato attraverso il programma Beats 1 di Apple Music il primo brano estratto dall'album, Prayers/Triangles, pubblicato per il download digitale il giorno seguente. A seguire sono stati i brani Doomed User e Hearts/Wires, usciti rispettivamente il 18 marzo e il 4 aprile. Il 7 aprile è stato presentato Phantom Bride, estratto successivamente come singolo il 7 giugno negli Stati Uniti d'America.

### Ohms, ventennale diWhite Ponye l'addio di Vega (2020-2025)
Tra il 16 e il 18 agosto 2020 i Deftones hanno pubblicato attraverso la rete sociale alcuni indizi sotto forma di testi di canzoni dei precedenti album, rispettivamente One Weak, Hexagram, Minerva e Street Carp, le cui iniziali formano la parola Ohms, rivelatosi essere il titolo del nono album in studio del gruppo. Il 19 di tale mese hanno diffuso delle coordinate che hanno portato a una zona di Los Angeles in cui è stato affisso un cartellone raffigurante la relativa copertina e la data di pubblicazione, fissata al 25 settembre. Due giorni più tardi è stato pubblicato come primo singolo l'omonimo Ohms, accompagnato dal relativo video musicale diretto da Rafatoon. Il 18 settembre è stato presentato il secondo singolo Genesis, promosso anch'esso da un video, mentre come terzo singolo è stato estratto Ceremony, distribuito nelle radio rock statunitensi a partire dal 26 gennaio 2021. I primi due singoli hanno in seguito ricevuto due candidature ai Grammy Awards 2022: Ohms come Best Rock Performance e Genesis come Best Metal Performance.
Ohms si caratterizza per il ritorno alla produzione di Terry Date, assente dall'uscita di Deftones del 2003. Anche dal punto di vista musicale, pur rimanendo principalmente un album alternative metal, vengono adoperati svariati esperimenti sonori, in special modo da Delgado. Il disco è stato elogiato dalla critica musicale, che lo ha ritenuto tra i migliori mai pubblicati dal gruppo.
L'11 dicembre 2020 i Deftones hanno pubblicato una nuova edizione del terzo album White Pony al fine di celebrare i vent'anni dalla sua uscita. Tale versione presenta un disco aggiuntivo intitolato Black Stallion e contenente le versioni remix degli undici brani curati da vari artisti, tra cui DJ Shadow, Mike Shinoda, Purity Ring e Robert Smith. Il remix di Passenger curato da Shinoda ha in seguito trionfato ai Grammy Awards 2022 nella categoria Best Remixed Recording.

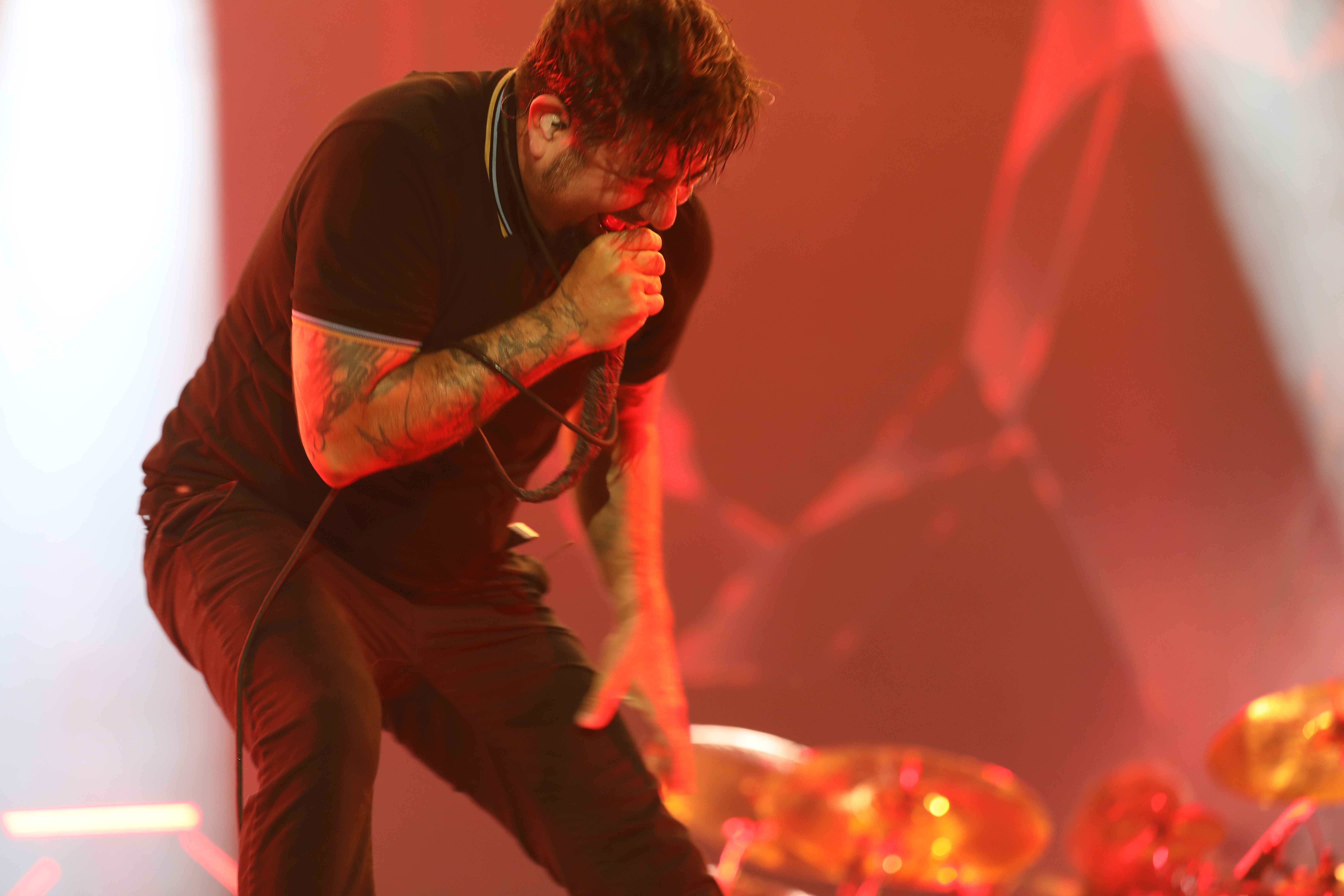
Moreno in concerto al Rock im Park 2022

L'8 marzo 2022 Vega ha annunciato di aver lasciato il gruppo in via definitiva per problemi contrattuali tramite un video messaggio diffuso sul proprio profilo Instagram. Il bassista ha spiegato di aver rifiutato il prolungamento del suo contratto, scaduto all'inizio del 2021, dopo che il gruppo non ha esaudito la sua richiesta di diventare un membro a tempo indeterminato.
Per promuovere Ohms dal vivo, tra aprile e maggio 2022 i Deftones hanno intrapreso una tournée congiunta con i Gojira nel Nord America, originariamente programmata per l'estate 2020 e nuovamente nel 2021 ma posticipata a causa della pandemia di COVID-19, per poi spostarsi in Europa tra giugno e luglio dello stesso anno. A seguito dell'allontanamento di Vega, il gruppo è stato accompagnato dal turnista Fred Sablan, ex bassista dei Marilyn Manson, oltre che dal chitarrista Lance Jackman. Quest'ultimo ha in seguito ricoperto il ruolo di chitarrista principale per le rimanenti date statunitensi ed europee a seguito dell'annuncio di Carpenter del 20 maggio di voler rimanere nella propria casa a causa di quanto sta accadendo nel mondo. A partire dal 2024, e unicamente per i concerti al di fuori del continente americano, è stato aggiunto in formazione anche Shaun Lopez per suonare gran parte delle parti di chitarra originariamente suonate da Moreno, permettendo a quest'ultimo di focalizzarsi maggiormente sul cantato.

### Private Music(2025-presente)
Il 29 giugno 2025, durante un concerto a Londra, viene esposto un teaser in cui viene mostrata la frase Private Music - X.VII.MMXXV, facendo intendere che il gruppo avrebbe pubblicato qualcosa il 10 luglio seguente. Nei giorni successivi sono state diffuse varie immagini accompagnate da alcune frasi, culminato il tutto il 10 luglio con la pubblicazione del singolo My Mind Is a Mountain e l'annuncio del decimo album Private Music, la cui uscita avverrà il 22 agosto dello stesso anno. Il giorno seguente viene annunciata la tournée europea in supporto all'album, che si svolgerà agli inizi del 2026 e in cui il gruppo verrà supportato da Denzel Curry e Drug Church. Il 15 luglio è stato presentato il video di My Mind Is a Mountain, diretto da Rizz dei Vowws. L'8 agosto viene pubblicato il secondo singolo Milk of the Madonna.

## Stile ed influenze
Dopo aver proposto inizialmente uno stile che univa reggae e heavy metal nei primi demo e concerti, i Deftones virarono verso uno stile più aggressivo e vicino al nu metal con l'album di debutto Adrenaline. Si distinguevano tuttavia dagli altri gruppi del genere a causa dell'insolita alternanza tra potenti screaming, sostenuti da chitarre molto distorte, e momenti melodici più eterei e riflessivi e un suono con forti influenze grunge e hardcore punk. Con Around the Fur il suono del gruppo si evolse e in esso cominciarono a farsi più evidenti le influenze dei The Smashing Pumpkins, dei Pantera, dei Soundgarden e dei Nirvana. Raggiunsero la maturità artistica e compositiva con il successivo White Pony, che proponeva un suono più ricercato, leggero e melodico rispetto ai precedenti album e nel quale vennero incorporati anche elementi post-punk, new wave e darkwave. In realtà piccole influenze post-punk e darkwave erano già presenti nei primi due album, rintracciabili in particolare nello stile vocale di Moreno. Se nell'album Deftones il gruppo aveva riproposto lo stile musicale degli album precedenti, ad esclusione del brano più sperimentale Anniversary of an Uninteresting Event, con Saturday Night Wrist cominciò a discostarsi abbastanza dal vecchio stile, proseguendo con la sperimentazione ed incorporando alcuni elementi tipici dell'indie rock e della psichedelia nel proprio sound, oltre ad alcune influenze provenienti dalla musica dei Team Sleep di Moreno. Lo stile proposto in Diamond Eyes si può invece definire come un'ulteriore evoluzione e incontro tra le sonorità degli album Around the Fur e White Pony: se alcuni brani sono melodici e sognanti, altri alternano tratti tranquilli e riflessivi ad altri più esplosivi e violenti. tale aspetto si è ripresentato anche nei successivi Koi no yokan (dove emergono influenze dream pop e shoegaze) e Gore. Il nono album Ohms ha invece rappresentato un ritorno alle sonorità marcatamente alternative metal e più accessibili, con un forte apporto contributivo da parte di Delgado nella realizzazione di sezioni elettroniche che fungono da sottofondo in svariati brani.
Analizzando più attentamente il loro stile sono inoltre riconoscibili le influenze di gruppi quali Alice in Chains, Bad Brains, Black Sabbath, The Cure, Depeche Mode, Faith No More, Helmet, Hum, Jane's Addiction, Metallica, Mr. Bungle, My Bloody Valentine, Quicksand, Smiths e Tool; ma anche elementi provenienti da una grande varietà di generi musicali, tra cui, oltre quelli citati in precedenza, si aggiungono avant-garde metal, dream pop, post-hardcore, art rock, noise, D.C. hardcore, rock gotico, post-metal e hip hop.
Tutti i componenti del gruppo possiedono grandi doti tecniche: Chino Moreno è dotato di una tecnica vocale molto versatile che lo rende in grado di cambiare più volte registro vocale in modo rapido, passando con facilità da uno scream ad un cantato più melodico o ad un falsetto ed eseguire vocalizzi molto particolari; Stephen Carpenter è considerato uno dei chitarristi migliori dell'intero movimento nu metal, mentre Abe Cunningham è ritenuto un ottimo batterista e propone uno stile molto sofisticato ed innovativo. Da notare anche la bravura di Chi Cheng al basso e il modo in cui lo stile di Frank Delgado si discosta notevolmente da quello tipico degli altri DJ nu metal e rap metal: egli infatti utilizza raramente lo scratching, preferendo il campionatore ai piatti e cercando di creare suoni più sperimentali ed atmosferici, derivati soprattutto dalla musica d'ambiente, ma anche altri più vicini al trip hop e alla darkwave degli anni ottanta.

I testi dei primi album dei Deftones parlavano principalmente di problemi personali e vita di strada, mentre quelli degli album White Pony e Diamond Eyes sono in gran parte metaforici e astratti; Chino Moreno, in un'intervista alla rivista musicale Spin, riguardo all'ultimo album, ha spiegato:
 In un'intervista a The Quietus, precisa:
I Deftones hanno esercitato una forte influenza su molti gruppi alternative metal, nu metal e post-hardcore a loro successivi, tra i quali si possono citare: Avenged Sevenfold, Breaking Benjamin, Dead by Sunrise, The Dillinger Escape Plan, Disturbed, Dir En Grey, Drowning Pool, Finch, Funeral for a Friend, Glassjaw, Godsmack, Hoobastank, Ill Niño, Linea 77, Linkin Park, Lostprophets, Mudvayne, Seether, Skindred, Slipknot, Spineshank, Taproot, Thirty Seconds to Mars e Will Haven.

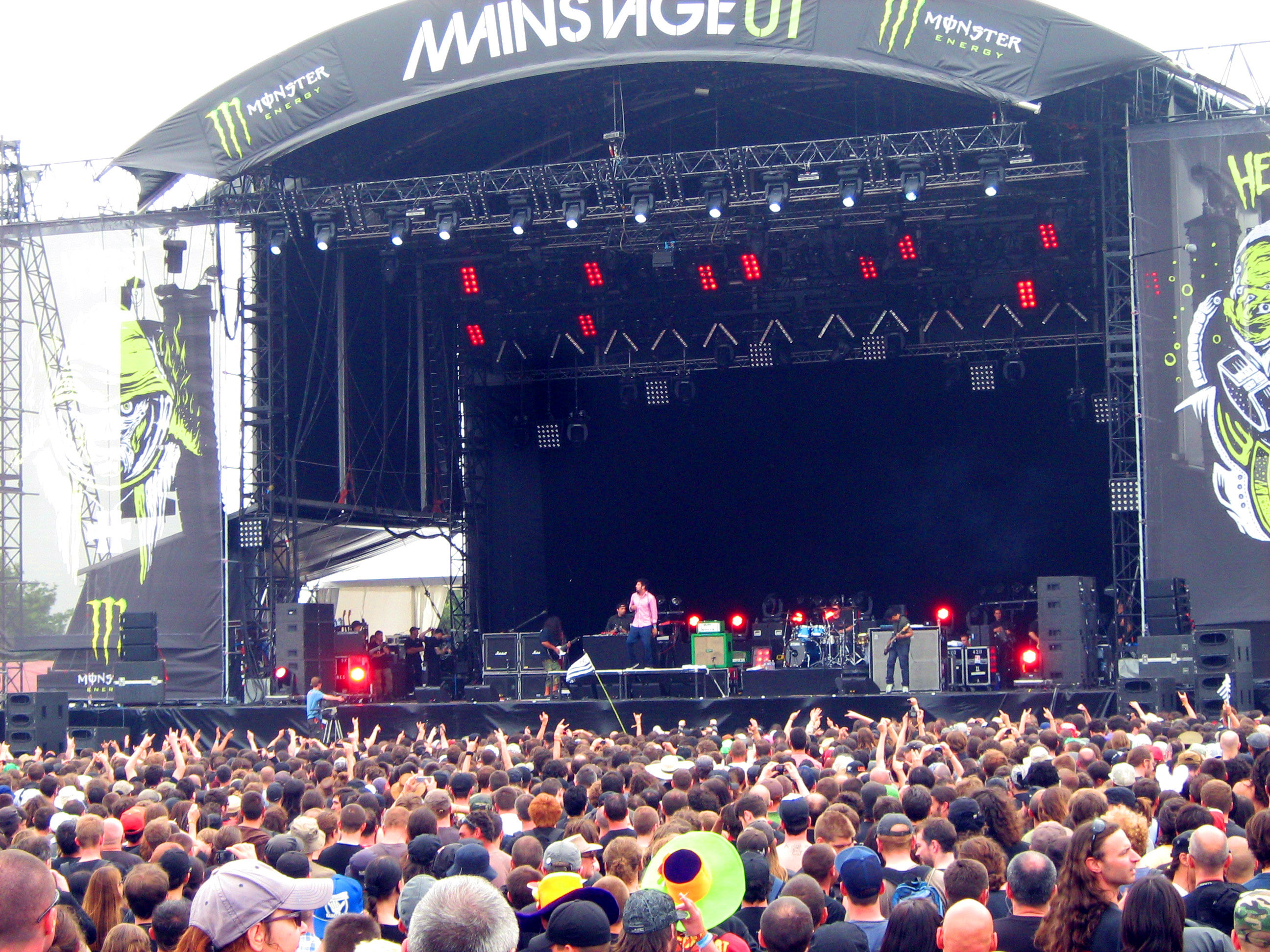
I Deftones sul palco dell'Hellfest 2010

I Limp Bizkit hanno più volte citato i Deftones come influenza per la loro musica: infatti, nei ringraziamenti presenti nel libretto dell'album Three Dollar Bill, Yall$ è possibile leggere la frase "Thanks to Deftones (Abe, Chino, Chi, Stephen) for inspiration" e il brano Indigo Flow li cita esplicitamente, così come un altro brano del gruppo, ovvero Head for the Barricade (pubblicato in Results May Vary). Anche Matthew Bellamy e Chris Wolstenholme, rispettivamente frontman e bassista dei Muse, hanno dichiarato che il gruppo è uno dei loro preferiti e hanno più volte suonato dal vivo il riff introduttivo di Headup (utilizzato come finale per il loro brano New Born), oltre a quelli di My Own Summer (Shove It) e Bored.

## Formazione
Attuale
- Chino Moreno – voce, chitarra (1988-presente)
- Stephen Carpenter – chitarra (1988-presente)
- Abe Cunningham – batteria (1988-1990, 1993-presente)
- Frank Delgado – tastiera, campionatore, giradischi (1999-presente)
- Fred Sablan – basso, cori (2025-presente, turnista 2022-2025)

Turnisti
- Lance Jackman – chitarra, cori (2022, 2024-presente)
- Shaun Lopez – chitarra (2024-presente)

Ex componenti
- Dominic Garcia – basso (1988-1990), batteria (1990-1991)
- John Taylor – batteria (1991-1993)
- Chi Cheng – basso, cori (1990-2008)
- Sergio Vega – basso, cori (2008-2022)

## Discografia

### Album in studio
- 1995 – Adrenaline
- 1997 – Around the Fur
- 2000 – White Pony
- 2003 – Deftones
- 2006 – Saturday Night Wrist
- 2010 – Diamond Eyes
- 2012 – Koi no yokan
- 2016 – Gore
- 2020 – Ohms
- 2025 - Private Music

### Album tributo
- 2011 – Covers

### Album dal vivo
- 2019 – Live at Dynamo Open Air 1998

### Raccolte
- 2005 – B-Sides & Rarities
- 2011 – The Vinyl Collection
- 2016 – The Studio Album Collection

### Enciclopedie
- (EN) AA.VV., Guitar World Presents Nu-Metal, Hal Leonard Publishing Corporation, 2002, ISBN 0-634-03287-9.
- (EN) Essi Berelian, The Rough Guide to Heavy Metal, Rough Guides, 2005, ISBN 1-84353-415-0.
- Riccardo Bertoncelli, Cris Thellung, Ventiquattromila dischi. Guida a tutti i dischi degli artisti e gruppi più importanti, Milano, Zelig, 2006, ISBN 978-88-6018-151-0.
- (EN) Peter Buckley, The Rough Guide to Rock, Rough Guides, 2003, ISBN 1-84353-105-4.
- (EN) Daniel Bukszpan, Ronnie James Dio, The Encyclopedia of Heavy Metal, Barnes & Noble Publishing, 2003, ISBN 0-7607-4218-9.
- Eddy Cilìa, Federico Guglielmi, Rock. I 500 dischi fondamentali, Firenze, Giunti, 2002, ISBN 88-09-02750-7.
- Gianni Della Cioppa, HM: Il grande libro dell'heavy metal, Firenze, Giunti, 2011, ISBN 88-09-76866-3.
- Federico Guglielmi, Cesare Rizzi, Grande enciclopedia rock, Firenze, Giunti, 2002, ISBN 88-09-02852-X.
- Tommaso Iannini, Nu metal, Firenze, Giunti, 2003, ISBN 88-09-03051-6.
- (EN) Guido Mariani, Millennium Rock, Guido Mariani, 2010, ISBN 978-1-4457-5724-7.
- (EN) Joel McIver, Nu-metal: The Next Generation of Rock & Punk, Omnibus Press, 2002, ISBN 0-7119-9209-6.
- Dick Porter, Nu-metal: le origini, traduzione di Andrea Salacone, prefazione di Federico Guglielmi, Roma, Arcana, 2005, ISBN 88-7966-383-6.
- (EN) Garry Sharpe-Young, Rob Halford, Metal: The Definitive Guide, Jawbone Press, 2007, ISBN 978-1-906002-01-5.
- Luca Signorelli, Metallus. Il libro dell'heavy metal, Firenze, Giunti, 2001, ISBN 88-09-02230-0.
- (EN) M.C. Strong, The great rock discography, Firenze, Giunti, 1998, ISBN 88-09-21522-2.
- (EN) Steve Taylor, A to X of Alternative Music, Continuum International Publishing Group, 2006, ISBN 0-8264-8217-1.

### Riviste specializzate
- (EN) Loud Rock News, in CMJ New Music Report, n. 62, CMJ Network, Inc., 8 maggio 2000,  pp. 36-37, ISSN 0890-0795 (WC · ACNP).
- (EN) The Deftones Rule, in CMJ New Music Monthly, n. 83, CMJ Network, Inc., luglio 2000,  p. 45, ISSN 1074-6978 (WC · ACNP).
- (EN) The 20 Best Singles of 1998, in Spin, vol. 15, n. 1, SPIN Media LLC, gennaio 1999,  pp. 92-93, ISSN 0886-3032 (WC · ACNP).
- (EN) Deftones - Diamond Eyes, in Spin, vol. 26, n. 5, SPIN Media LLC, giugno 2010,  pp. 86-87, ISSN 0886-3032 (WC · ACNP).

### Altri testi
- Tommaso Iannini, Korn. Gli intoccabili, Firenze, Giunti, 2002, ISBN 88-09-02629-2.
- (EN) Garry Sharpe-Young, New Wave of American Heavy Metal, Zonda Books Limited, 2005, ISBN 0-9582684-0-1.